# Robert George

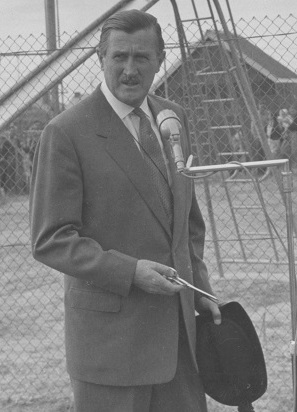
Robert George (1956)

Sir Robert Allingham George (* 25. Juli 1896 in Cromarty, Ross and Cromarty, Schottland; † 13. September 1967 in London, England) war ein britischer General und Gouverneur des australischen Bundesstaats South Australia.

## Leben
George meldete sich bei Ausbruch des Ersten Weltkriegs zum Militär. Mit dem Regiment der Seaforth Highlanders wurde er zunächst nach Frankreich versetzt. Später wurde er Pilot beim Royal Flying Corps und erhielt das Military Cross.
Nach 1918 blieb George beim Militär und diente bis 1924 in Britisch-Indien. Ab 1932 war er Kommandant der 33. Fliegerstaffel (No. 33 Squadron). Während des Zweiten Weltkriegs diente er als Militärattaché in der Türkei und im Irak.
Im August 1952 schied George im Rang eines Generalmajors aus der Armee aus und übernahm den Posten des Gouverneurs von South Australia. Im Februar 1953 kam er mit seiner Frau in Adelaide an. Ein Jahr später wurde das Haus des Gouverneurs bei einem schweren Erdbeben beschädigt. 1955 brannte das Sommerhaus bei verheerenden Buschbränden (Black Sunday Bushfires) bis auf die Grundmauern ab, George und seine Frau kamen mit dem Leben davon. George galt als altmodischer Gouverneur, trotzdem konfrontierte er den Premierminister gelegentlich mit extravaganten Wünschen nach einem Swimming-Pool oder einem persönlichen Hubschrauber.
1959 kehrte er nach London zurück und wurde Direktor der dortigen Niederlassung der Bank of Adelaide, die später in der Australia and New Zealand Banking Group aufging. Er starb im September 1967 in London an den Folgen eines Verkehrsunfalls.

## Auszeichnungen
- Military Cross (1918)
- Commander of the Order of the British Empire (1944)
- Companion of the Order of the Bath (1948)
- Knight Commander of the Order of the British Empire (1952)
- Knight of the Order of Saint John (1953)
- Knight Commander of the Royal Victorian Order (1943)
- Knight Grand Cross of the Order of St. Michael and St. George (1958)